# Maebashi Witches
«Maebashi Witches» (яп. 前橋ウィッチーズ, Maebashi Uitchīzu, Відьми Майфейр) — оригінальний аніме-телесеріал виробництва студії Sunrise. Режисером виступив Дзюнічі Ямамото, сценаристом — Еріка Йошіда. Оригінальний дизайн персонажів розроблено Ю Інамі, дизайн персонажів для анімації — Нодзомі Тачібана, а музику написала Юрі Хабука. Прем'єра серіалу відбулася 6 квітня 2025 року на телеканалі Tokyo MX та інших мережах, а закінчилась трансляція у червні 2025 року.
Початковою музичною темою є композиція «Sugosugi Maebashi Witches!» (яп. スゴすぎ前橋ウィッチーズ！, Super Amazing Maebashi Witches!), а завершальною — «Sorezore no Door» (яп. それぞれのドア, Each Door). Обидві пісні виконуються п'ятьма головними персонажками, які об'єднані під назвою «Відьми Маебаші». Онлайн-трансляцію серіалу здійснює платформа Crunchyroll.

## Персонажі
Юіна Акаґі (яп. 赤城 ユイナ, Akagi Yuina)
Сейю: Сакура Касуґа
Першокурсниця старшої школи, яка цікавиться фотографством. Завжди носить із собою фотоапарат миттєвої зйомки та любить фотографувати.
Адзу Ніїсато (яп. 新里 アズ, Niisato Azu)
Сейю: Хінано Сакікава
Дівчина, яка цікавиться модою та косметикою. Під час першої зустрічі у неї складається не дуже хороше враження про Юіну.
Кьока Кітахара (яп. 北原 キョウカ, Kitahara Kyōka)
Сейю: Рена Мотомура
Чоко Міцумата (яп. 三俣 チョコ, Mitsumata Choco)
Сейю: Харука Мінамі
Життєрадісна дівчина, яка добре ладнає з Юіною. Любить давати іншим дивні прізвиська, що часто викликає у них роздратування.
Май Каміідзумі (яп. 上泉 マイ, Kamiizumi Mai)
Сейю: Хонамі Момосе
Кероппе (яп. ケロッペ)
Сейю: Томокадзу Суґіта
Ейко Дзен (яп. 膳栄子, Zen Eiko)
Сейю: Ю Серідзава
 (яп. 三葉凛子, Mistuba Rinko)
Сейю: Нао Тояма
Юа Хосака (яп. 保坂優愛, Hosaka Yua)
Сейю: Акарі Кіто

## Сприйняття
Сай Кетвелл з Anime Feminist у своїй рецензії на перший епізод зазначила, що завжди була шанувальницею жанру «махо-сьодзьо» і її привернув серіал, оскільки він зосереджений на «дівчатах-чарівницях, які співають». Вона додала, що серіал має «шлях до чаклунства… усіяний випробуваннями», і сказала, що він зачарував її «майже миттєво», а також відзначила його «смачні феміністичні моменти», де магія показана як «засіб особистої свободи», а не як щось, що шкодить молодим жінкам. Проте вона зауважила, що прояв їхньої магії через спів є найслабшою частиною епізоду. Також вона порівняла серіал з «Puella Magi Madoka Magica» та «Wonder Egg Priority» і назвала його історією дорослішання, яка ґрунтується на реальності, де дівчатам-підліткам надається можливість «бути собою».